# Sławomir Żółtek
Sławomir Tadeusz Żółtek (ur. 1980) – polski prawnik, adwokat, radca prawny, doktor habilitowany nauk prawnych, profesor uczelni i nauczyciel akademicki Wydziału Prawa i Administracji Uniwersytetu Warszawskiego, specjalista w zakresie prawa karnego gospodarczego, teorii prawa oraz prawa związanego z technologią blockchain.

## Życiorys
W latach 1999–2004 odbył studia prawnicze na Wydziale Prawa i Administracji Uniwersytetu Warszawskiego, zakończone uzyskaniem w 2004 roku tytułu magistra prawa. W 2008 roku na podstawie napisanej pod kierunkiem Lecha Gardockiego rozprawy pt. Prawo karne gospodarcze w aspekcie zasady subsydiarności uzyskał na macierzystym wydziale stopień naukowy doktora nauk prawnych w zakresie prawa. Tam też w 2018 na podstawie dorobku naukowego oraz rozprawy pt. Znaczenie normatywne ustawowych znamion typu czynu zabronionego. Z zagadnień semantycznej strony zakazu karnego otrzymał z wyróżnieniem stopień doktora habilitowanego nauk prawnych w zakresie prawa specjalność teoria prawa, prawo karne (otrzymał II nagrodę w konkursie Państwa i Prawa na najlepszą pracę habilitacyjną).
W 2005 roku został pracownikiem Sądu Najwyższego. W 2009 roku został członkiem Biura Studiów i Analiz Sądu Najwyższego. W 2008 rozpoczął pracę nauczyciela akademickiego w Instytucie Prawa Karnego Wydziału Prawa i Administracji UW. Został prodziekanem ds. studenckich i jakości kształcenia tego wydziału w kadencji 2016–2020. W 2019 roku został kierownikiem Centrum Badań nad Prawnymi Aspektami Technologii Blockchain działającego na Wydziale Prawa i Administracji Uniwersytetu Warszawskiego. W 2020 został prorektorem Uniwersytetu Warszawskiego ds. studentów i jakości kształcenia w kadencji 2020–2024. W 2024 został dziekanem Wydziału Prawa i Administracji Uniwersytetu Warszawskiego na kadencję 2024–2028.
Odbył aplikację sędziowską i zdał egzamin sędziowski, został adwokatem, a następnie radcą prawnym.